# Industriellt reparbete
Industriellt reparbete (Rope access), är klättringstekniker som utarbetats av den internationella branschorganisationen IRATA. 
Teknikerna kommer ursprungligen från grottklättring och började under sent 1970-tal/tidigt 1980-tal användas på oljeplattformarna i Nordsjön. Industriellt reparbete är en säker arbetsmetod som lämpar sig väl för såväl underhåll som inspektion för både industri och fastighet. I Sverige är branschen relativt ny, de första firmorna startade sin verksamhet i slutet av 1990-talet. 2012 fanns flera aktörer spridda över landet.